# SMAD2
Smad2  (por su siglas en inglés Mothers Against Decantaplegic homolog, donde "decan-tapléjico" se refiere a una proteína descubierta en moscas que es homóloga a la proteína morfogénica ósea humana), es uno de nueve miembros de la familia Smad, una proteína que, en los humanos, es codificado por el gen SMAD2.
Smad3 provoca una cadena de pasos (cascada de señalización o ruta del segundo mensajero) desde el factor de crecimiento transformante beta (TGF-beta) junto con el mediador común Smad4.

## Nomenclatura
Smad2 pertenece a la familia de proteínas SMAD implicadas como transcriptional moduladores de múltiples vías de señalización celular. El nombre Smad deriva de la contracción del nombre de dos proteínas, la primera inicialmente identificada en la Drosophila melanogaster (MAD o «Mothers against decantaplegic» y la expresión "mothers against" adicionada como un apunte de humor a la anécdota anglosajona que las madres usualmente forman organizaciones de protesta) y la segunda es una proteína del nemátodo Caenorhabditis elegans (SMA o "small body size", que corresponde a genes mutados que alteran el tamaño corporal). Combinando las dos siglas Sma + Mad se obtine el de la proteína en cuestión: Smad, que es notoriamente homóloga a las anteriores.
Se ha descubierto que una mutación en el gen MAD de la Drosophila madre, reprime el gen decapentaplegic (dpp), en el embrión. Los alelos de este tipo de mutaciones Mad pueden ser artificialmente colocadas en serie basada en su severidad relativa. Al hacerlo, el efecto materno es de neutralizar los alelos dpp mutados del embrión, explicándose con ello la alusión del nombre a las «madres contra dpp».

## Función
Como es el caso con otras proteínas de la familia Smad, Smad2 sirve de mediador en la vía de señalización del factor de crecimiento transformante-beta (TGF-beta), implicada en una gama de actividades biológicas que incluyen el crecimiento celular, la apoptosis y la diferenciación celular. Smad 2 es transportada a los receptores de TGF-beta por medio de una proteína de anclaje de Smad para la activación del receptor (llamada, por sus siglas en inglés, SARA). La unión de alguno de los subgrupos de ligandos de la superfamilia TGF-β a sus receptores extracelulares produce una señal por medio del cual Smad es fosforilada a nivel de un dominio rico en la secuencia Serina-Serina-Metionina-Serina (SSMS) en su extremo C-terminal, permitiendo la disociación de la proteína SARA y la subsecuente unión con el Smad4 formando complejos homodiméricos o heterodiméricos. La asociación con Smad4 es importante para la translocación de esta proteína al núcleo de célula, donde se une a promotores específicos en el ADN y forma un complejo de represión del proceso de transcripción junto con otros cofactores, participando así en el control de la expresión génica. Smad2 también puede ser fosforilada por receptor cinasa de la activina 1, sirviendo por esta vía como mediador de la señal de la activina. En este respecto se han descubierto cortes transcripcionales que son variantes pero que codifican la misma proteína.

## Interacciones
La proteína Smad2 ha demostrado ser capaz de interaccionar con:
- ANAPC10,[12]
- DAB2,[13]
- EP300,[14][15]
- FOXH1,[14][16][17][18][19]
- HDAC1,[14]
- TGIF1,[14][15]
- Receptor de insulina,[20]
- LEF1,[21]
- Myc,[22]
- MEF2A,[23]
- PIAS3,[24]
- PIN1,[25]
- SKI protein,[26][27]
- SKIL,[28][29]
- SMAD3,[30][31]
- SMURF2,[25][32][33]
- SNW1,[34]
- STRAP[35]